# St-Feuillien

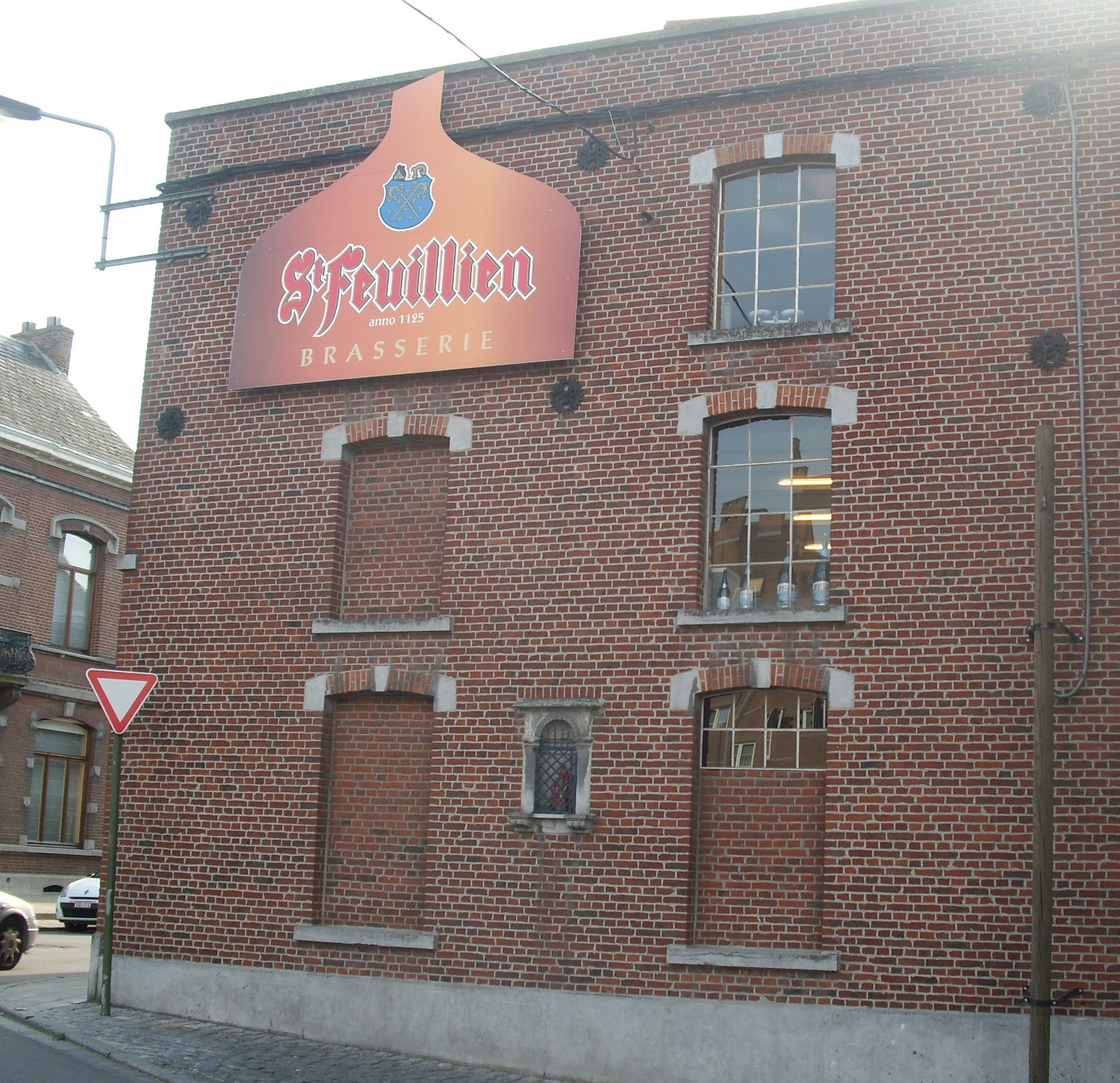
Die Brauerei St-Feuillien

St-Feuillien ist eine belgische Brauerei in der Kleinstadt Le Rœulx, Provinz Hennegau. 2014 wurden 40.000 hl Bier gebraut.

## Geschichte
Die Brauerei wurde im Jahr 1873 von der Familie Friart gegründet und wird heute in vierter Brauergeneration von dieser geführt. Benannt hatten die Friarts ihre Brauerei nach dem irischen Heiligen Feuillien, der 655 (oder 656) im Wald von Soignies auf dem heutigen Gebiet der Kleinstadt Le Rœulx  ermordet wurde. Zunächst errichtete man zu seinem Gedenken dort eine Kapelle, die dann aber im Jahr 1125 durch das Prämonstratenserkloster Saint-Feuillien du Rœulx ersetzt wurde. Die Chorherren brauten im dortigen Kloster über Jahrhunderte auch eigenes Bier, bis Saint-Feuillien du Rœulx infolge der Wirren der Französischen Revolution aufgegeben wurde. Die Familie Friart knüpfte 1873 wieder an diese historische Brautradition der Prämonstratenser in Le Rœulx an. Die Brauerei ist Mitglied der Gesellschaft Belgian Family Brewers.

## Marken
- St-Feuillien Blonde (7,5 %)

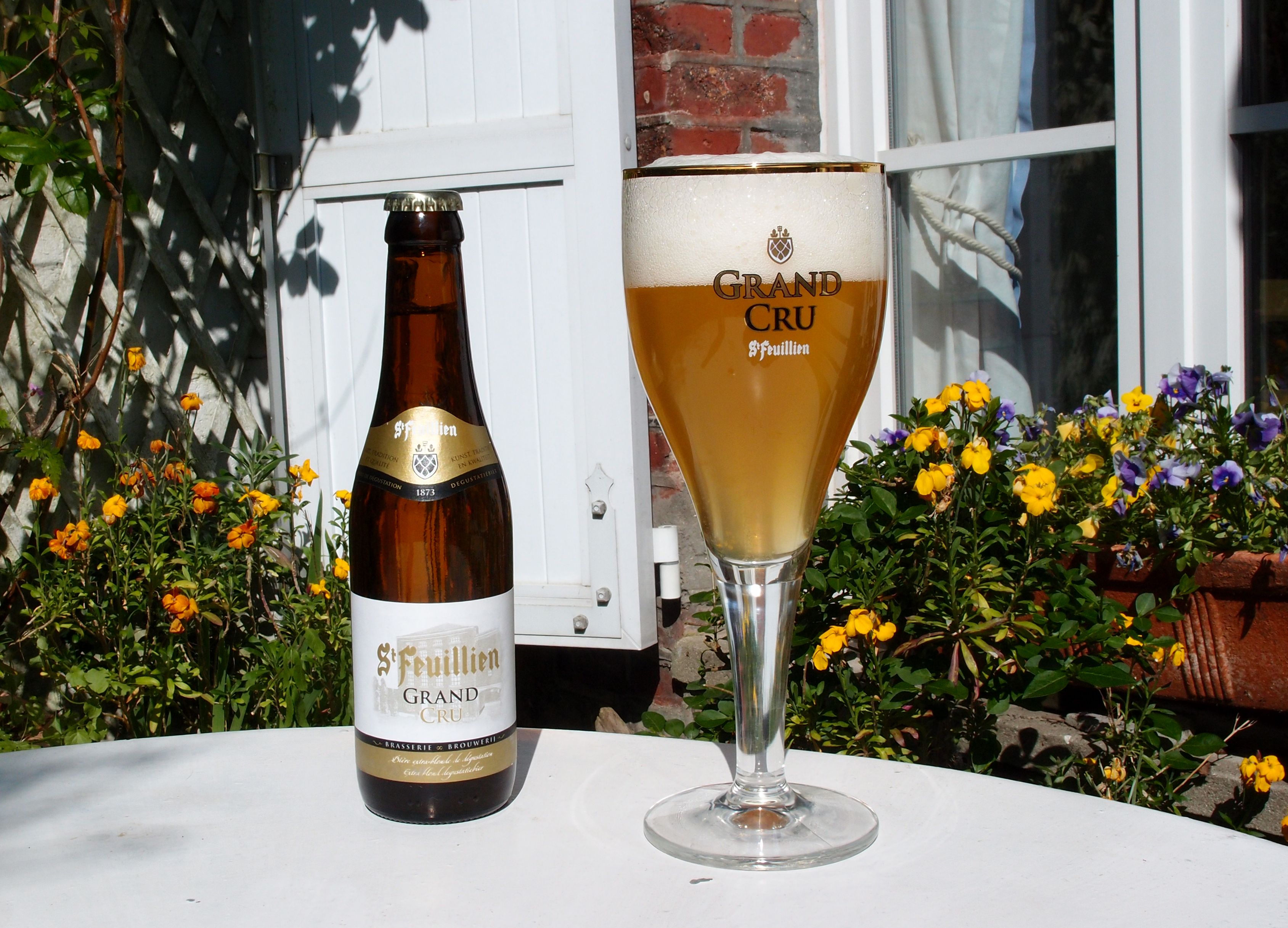
Grand Cru im Originalglas

- St-Feuillien Brune Réserve (8,5 %)
- St-Feuillien Triple (8,5 %)
- St-Feuillien Cuvée de Noël (9 %)
- Saison (6,5 %)
- Grand Cru (9,5 %)
- Grisette Fruit of the forest (3,5 %)
- Grisette Cerise (3,5 %)
- Grisette Blanche (5,5 %)
- Grisette Blonde (4,5 %)
- Léon 1893 (6,5 %)

## Internationale Auszeichnungen
Biere der Brasserie St-Feuillien gewannen unter anderem folgende internationale Preise (Auswahl):
- European Beer Star 2011 (St-Feuillien Grand Cru)[2]
- World’s Best Abbey Pale Ale 2009 (St-Feuillien Saison)[3]

## Fotos

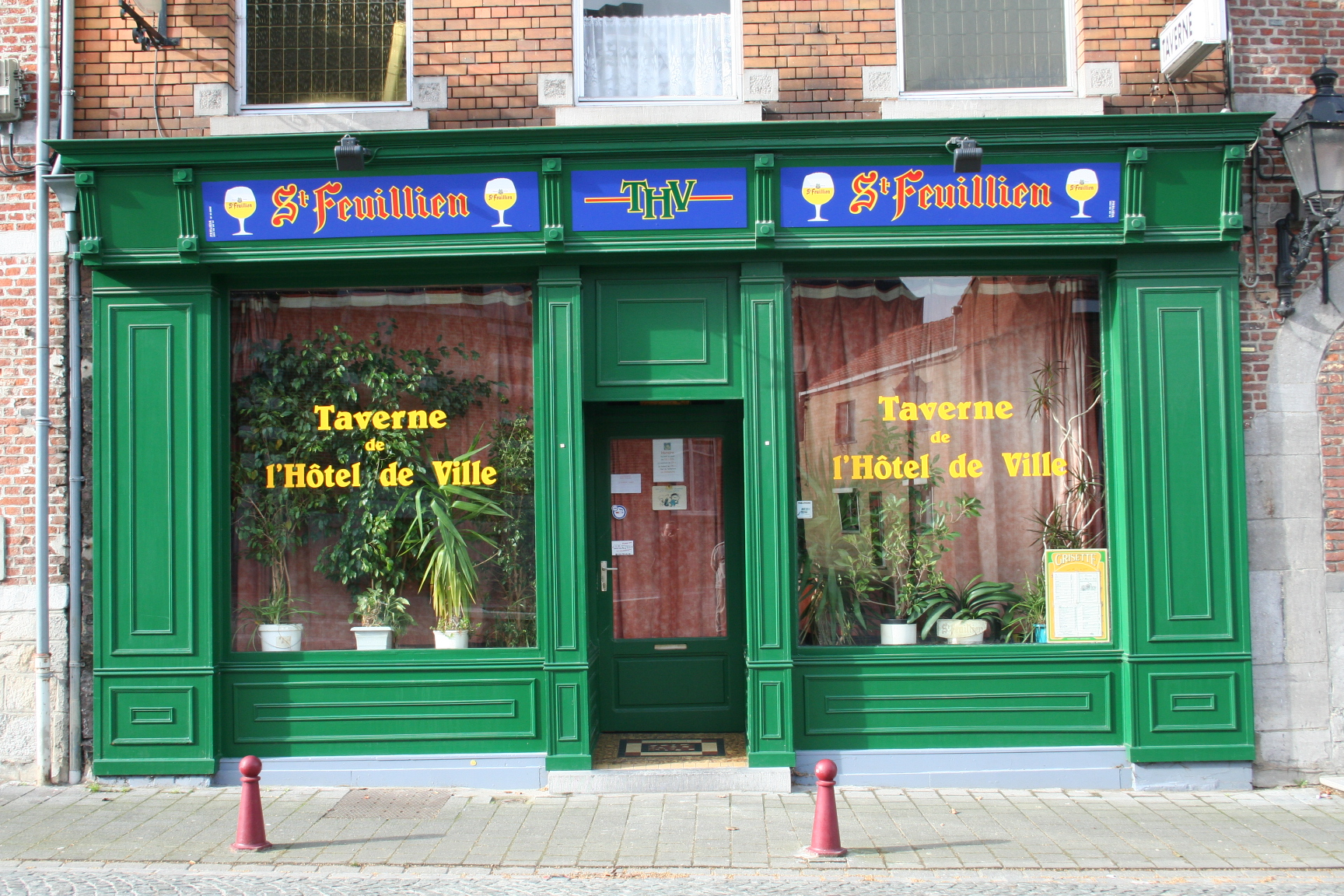
Außenwerbung in Le Roeulx
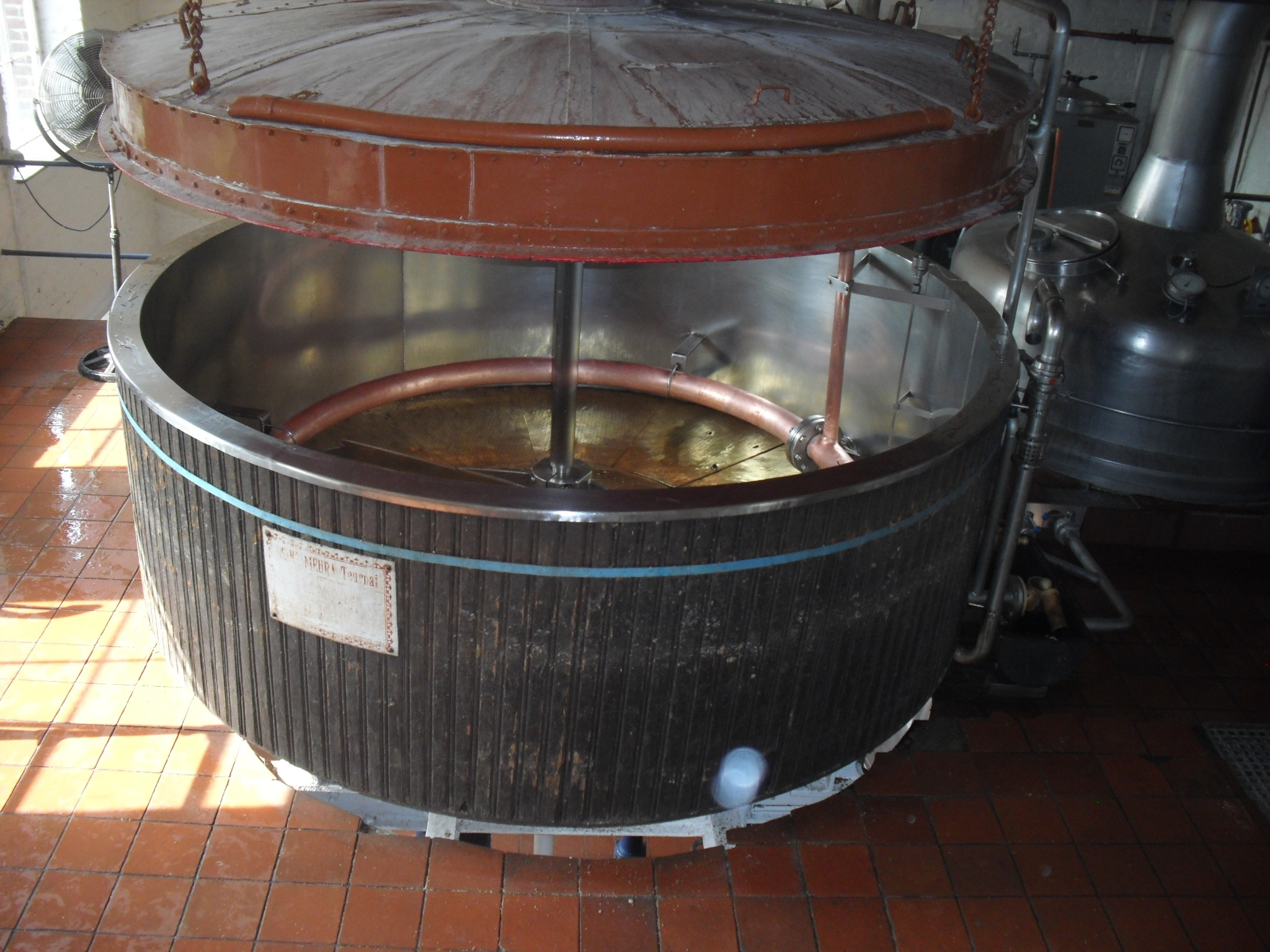
Braukessel
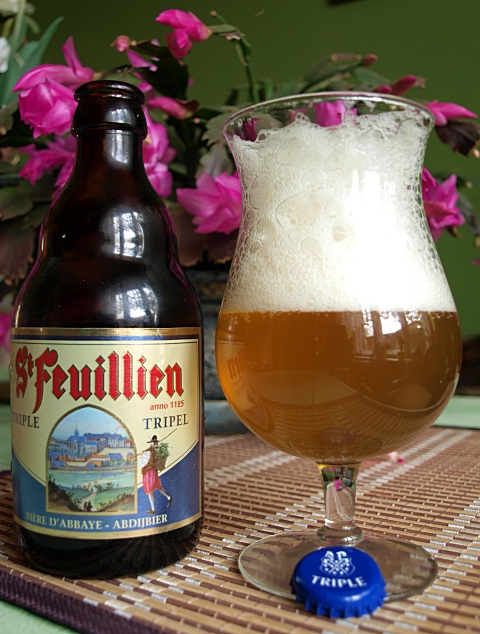
St-Feuillien Triple
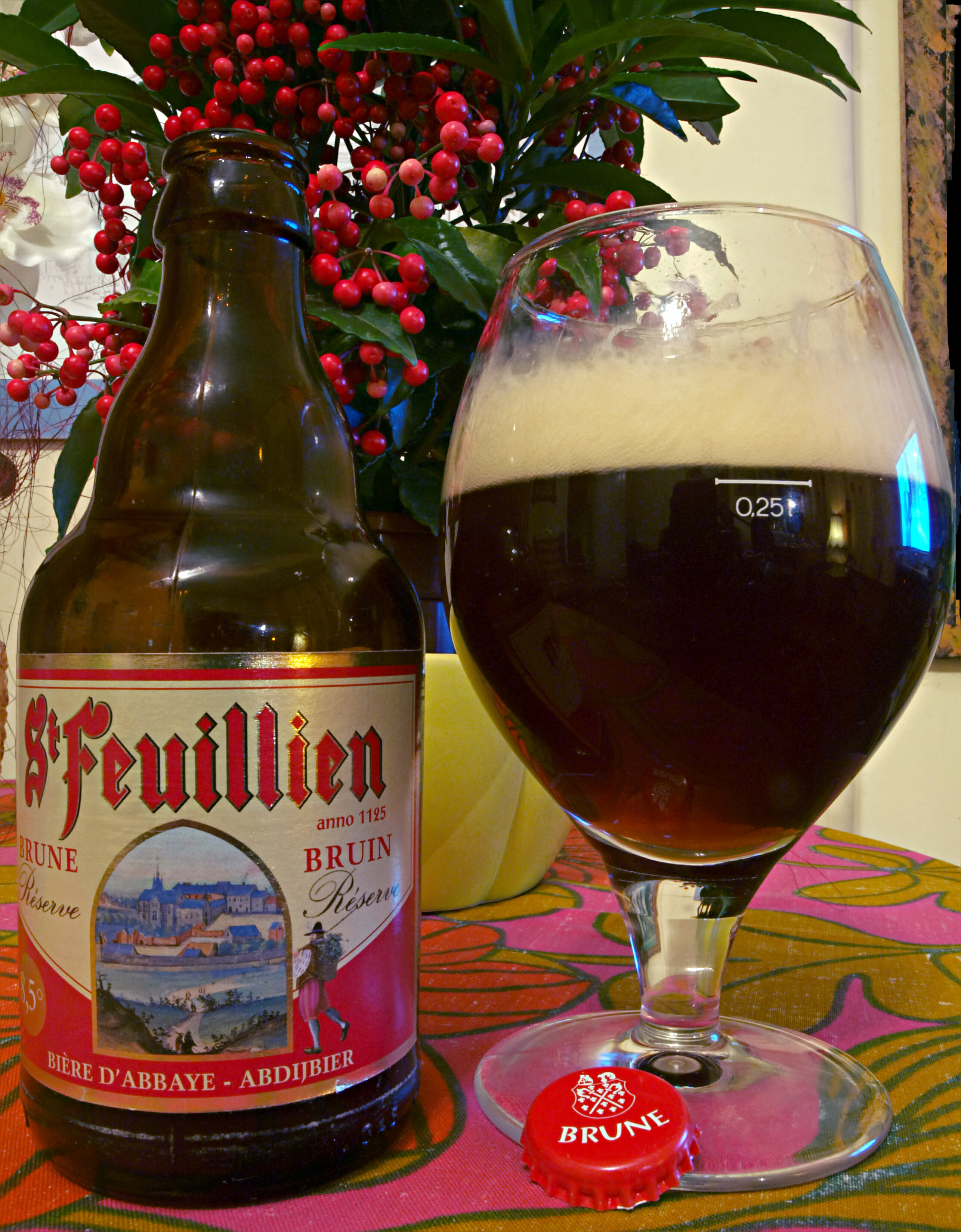
St-Feuillien Brune